# Armando Sadiku
Armando Sadiku (født 27. maj 1991 i Elbasan, Albanien) er en albansk fodboldspiller, der spiller for schweiziske FC Zürich. Han spiller primært i angrebet, men kan også bruges på begge sider af kanten.

## Tidligere karriere
Sadiku blev født i Elbasan som ligger i midten af Albanien. I sin ungdomskarriere spillede han bl.a. i Turbina Cërrik i et år, hvorefter han i 2008 blev rykket op på senior førsteholdet.

## International karriere
Som yngre, spillede Sadiku både for for Albaniens U19 og U21 landshold.
Den 29. februar 2012 blev Sadiku ringet op til en venskabskamp imod Georgien. Han fik dermed sin landsholdsdebut i den kamp, da Sadiku i 82' minut blev skiftet ind for en anden debutant, Edgar Çani.